# ابن المولی
محمد بن عبدالله بن مسلم شهرت‌یافته به ابن المولیٰ (؟ -۷۵۶م) شاعر حجازی مخضرم بود که هر دو دولت امویان و عباسیان مدح نمود. جز این، به غزل نیز پرداخت.